# Хаутон, Майкл
Сэр Майкл Хаутон (англ. Michael Houghton; род. 1949) — британский учёный. Он получил степень доктора философии в 1977 году в Королевском колледже Лондона. Вместе с Куай-Лим Чу, Джорджем Куо и Дэниелом Брэдли он открыл гепатит C в 1989 году. Он также стал соавтором открытия генома гепатита D в 1986 году. Хоутон в настоящее время является заведующим кафедрой вирусологии и профессором вирусологии Университете Альберты, где он также является директором Института прикладной вирусологии Ли Ка Шинга. Он является лауреатом Нобелевской премии по физиологии и медицине 2020 года совместно с Харви Дж. Альтером и Чарльзом Райсом за открытие вируса гепатита C.

## Биография
Родился в Великобритании в 1949 году и в 17 лет решил стать микробиологом после прочтения книги о жизни Луи Пастера. В 1972 году окончил Университет Восточной Англии по специальности биологические науки, а в 1977 году получил степень доктора философии по биохимии в Королевском колледже Лондона.

## Научная работа
Хаутон начал рабочую карьеру в фармацевтической компании G. D. Searle & Company (сейчас дочерняя компания Pfizer), а в 1982 году перешёл в биотехнологическую компанию Chiron Corporation. Будучи в Chiron Corp., Хаутон вместе с коллегами по компании Куи-Лим-Чу (Qui-Lim Choo) и Джоржем Куо и с Даниэлом Бредли из Центра по контролю и профилактике заболеваний США впервые выделили вирус гепатита C.
В 1989—1990 годах он был соавтором публикаций, в которых были идентифицированы антитела к вирусу гепатита C в крови, в частности среди больных с высоким риском заболевания гепатитом C, включая получавших переливание крови. Эти работы привели к разработке в 1990 году анализа крови на наличие антител. К 1992 году широкое применение этого теста с одновременной разработкой более чувствительного теста позволило практически исключить заражение гепатитом C донорской крови в Канаде. В других работах того же времени Хаутон с коллегами показали связь гепатита C с раком печени.
В 2013 году лаборатория Хаутона в Альбертском университете показала, что вакцина против одного штамма вируса гепатита C может быть эффективна и против всех других генотипов.